# Лайвли, Эрик
Эрик Лоуренс Лайвли (англ. Eric Lawrence Lively; род. 31 июля 1981) — американский актёр.

## Биография
Родился 31 июля 1981 года в Атланте, Джорджия, США в семье актёров Эрни и Элайн Лайвли. У него есть родная сестра Блейк Лайвли (известная по сериалу «Сплетница»), единоутробные сёстры Лори Лайвли и Робин Лайвли, тоже актрисы, единоутробный брат Джейсон Лайвли, известный по фильму «Отпуск в Европе». Вся семья: и родители, и дети работают в индустрии развлечений.
В пятнадцать лет, окончив школу, переехал в Нью-Йорк, где планировал получить степень по фотографии в Парсонской школе дизайна, но внезапно получил предложение сняться в рекламе таких лейблов как англ. Abercrombie & Fitch, Levi’s и Tommy Hilfiger. Это дало ему шанс учиться у лучших фотографов. После того как он получил маленькую роль в фильме «Американский пирог» (1999) вернулся в Лос-Анджелес.
В 2001 году Эрик одновременно получил предложение от телепроектов «24 часа» и «Секс в другом городе». Несмотря на то что «24 часа» было его любимым телепроектом, он выбрал роль в лесбийском сериале «Секс в другом городе», так как по его словам «…политическая и социальная дискриминация — это главные проблемы общества, особенно в США».

## Фильмография
| Год       |   | Русское название                | Оригинальное название        | Роль             |
| --------- | - | ------------------------------- | ---------------------------- | ---------------- |
| 1983      | ф | Мозговой штурм                  | Brainstorm                   | Ребёнок          |
| 1994      | с | Полный дом                      | Full House                   | Джеми            |
| 1994      | ф |                                 | Armed and Innocent           | Сэмми            |
| 1998      | ф |                                 | Sandman                      | Кукла Бобби      |
| 1999      | ф | Американский пирог              | American Pie                 | Альберт          |
| 2001      | ф |                                 | A Mother's Fight for Justice | Эндрю Стоун      |
| 2000—2001 | с | {Чудеса.сом}                    | So Weird                     | Кери Белл        |
| 2001      | ф | англ. Uprising (film)           | Uprising                     | Эри Вилнер       |
| 2002      | ф |                                 | Paranormal Girl              | Энди             |
| 2002      | ф | англ. The Pact                  | The Pact                     | Кристофер Хэрт   |
| 2004      | с |                                 | The Men's Room               | Мишель           |
| 2004      | ф | Говори                          | Speak                        | Энди Эванс       |
| 2003—2004 | с | англ. A Minute with Stan Hooper | A Minute with Stan Hooper    | Раян Хавкинс     |
| 2005      | с | Секс в другом городе            | The L Word                   | Марк Вэйленд     |
| 2006      | с | англ. Modern Men                | Modern Men                   | Дуг Рэйнолдс/Дуг |
| 2006      | ф | Свора                           | The Breed                    | Мэтт             |
| 2006      | ф | Эффект бабочки 2                | The Butterfly Effect 2       | Ник Ларсон       |
| 2007      | ф | Смерть в эфире                  | Live!                        | Брэд             |
| 2007      | с | англ. The Nine (TV series)      | The Nine                     | Пол              |
| 2007      | ф | Секс на завтрак                 | Sex and Breakfast            | Чарли            |
| 2008      | ф |                                 | Deep Winter                  | Тайлер Кроув     |
| 2008      | ф | 24: Искупление                  | 24: Redemption               | Роджер Тэйлор    |
| 2010      | с | Тайные операции                 | Covert Affairs               | Конрад Шихан III |
| 2013      | ф | Рождество Мэдеи                 | A Madea Christmas            | Коннер           |